# Красный дракон (Амбазония)
Красный дракон (англ. Red Dragon, фр. Dragon rouge) — повстанческое движение, сражающееся за создание независимого государства Амбазония на территории Камеруна. Движение лояльно Временному правительству Амбазонии и входит в состав Совета самообороны Амбазонии. Командиром повстанцев являлся Ликиэйк Оливер, и контролировал большую часть департамента Лебьялем в Юго-Западном регионе, изгнав традиционных правителей и местных руководителей. Группировка была значительно ослаблена в 2022 году, когда Ликиэйк Оливер был убит.

## История

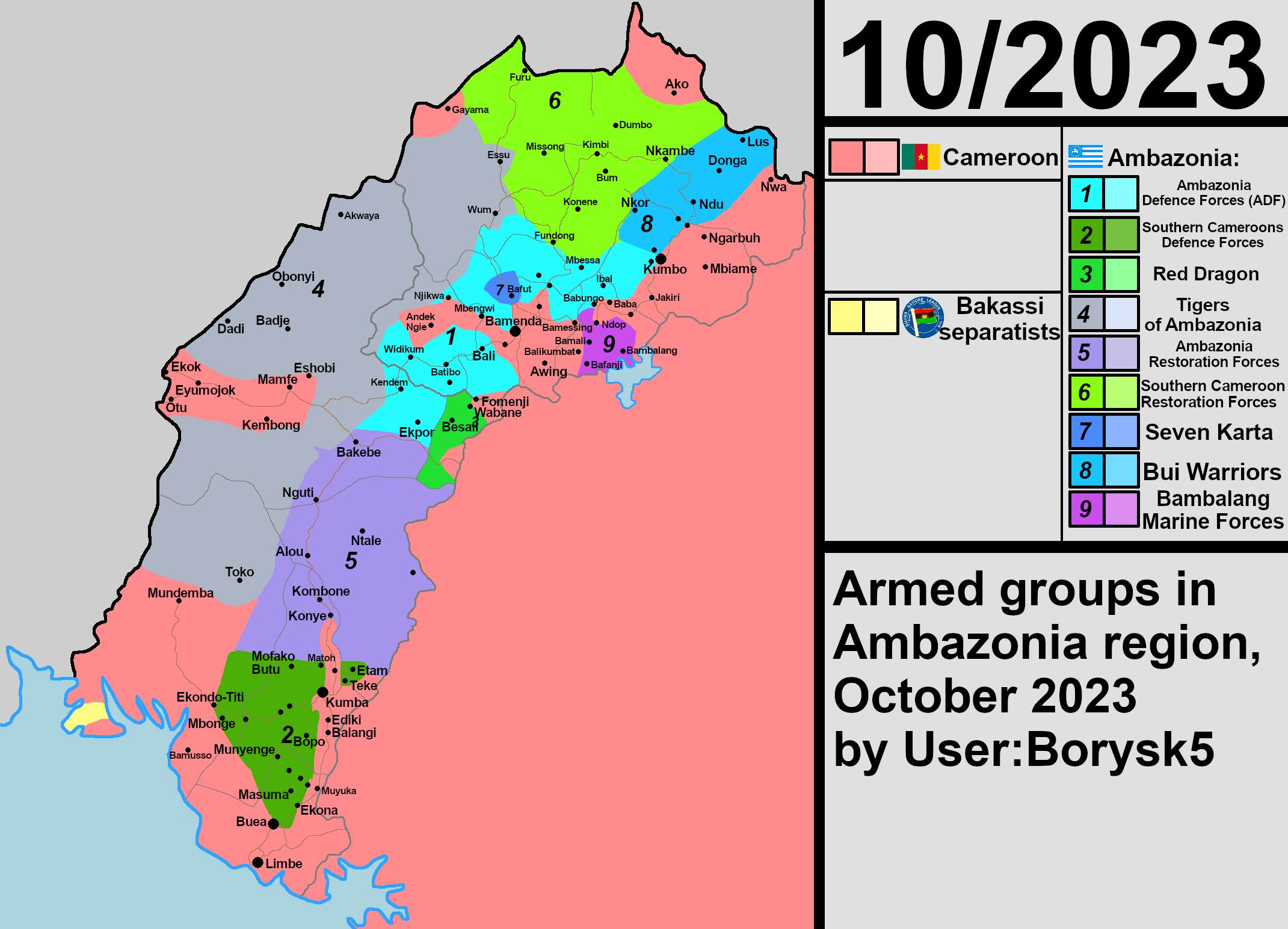
Присутствие боевых группировок в Амбазонии, «Красный дракон» выделены на карте зелёным цветом, 2023 год

31 декабря 2018 года армия Камеруна сделала заявление, что убила Ликиэйка Оливера в Лебьялеме. Однако это заявление о смерти было быстро опровергнуто временным правительством Амбазонии, а также источниками в армии Камеруна. Ликиэйк Оливер появился на видео неделю спустя, доказав, что сообщения о его смерти действительно были ложными. В марте 2019 года армия Камеруна заявила, что убила генерала Айекеа из «Красного дракона», а также двух бойцов, которые пытались вмешаться. Однако генерал Айекеа впоследствии появился в качестве лидера другой повстанческой группировки, «Партизан Алу».
В октябре 2019 года Ликиэйк Оливер объявил себя верховным правителем Лебьялема, вызвав осуждение со стороны традиционных правителей этого департамента. Камерун впоследствии начал рейды в Лебьялем в неудачных попытках захватить или убить Ликиэйка Оливера, что привело к жертвам с обеих сторон. В октябре 2020 года камерунские силы безопасности вновь заявили, что убили генерала Айекеа, что сделало ополчение «Красный дракон» под руководством Ликиэйка Оливера доминирующей повстанческой группой в Лебьялеме. В этот момент журналист Атия Азахви заявила, что Ликиэйку Оливеру удалось удерживать «территорию, где его слово — закон». По данным новостного сайта Susa Africa, «Красный дракон» также стал частью «Сил обороны Лебьялема».
В феврале 2021 года бойцы «Красного дракона» убили по меньшей мере трёх традиционных правителей в Эссо-Аттахе, Лебьялем. В кризисе лидерства Амбазонии «Красный дракон» встал на сторону фракции, лояльной Самуэлю Икоме Сако. Совет по восстановлению, законодательный орган Временного правительства, отделился от фракции Сако в начале 2022 года и позже заявил, что Марианта Ньомия сменила его на посту президента. В настоящее время «Красный дракон», по всей видимости, лоялен фракции Марианты.
Как сообщается, силы безопасности Камеруна, включая батальон быстрого реагировани, обнаружили Ликиэйка Оливера в Менджи и организовали рейд 12 июля 2022 года. По данным правительства Камеруна, Ликиэйк Оливер и один из его охранников были убиты в ходе боя, в то время как оставшиеся повстанцы «Красный дракон» бежали. Временное правительство Амбазонии подтвердило его смерть несколько дней спустя, но оспорило события, приведшие к гибели: по словам брата Криса Ану, Ликиэйк Оливер был убит внедрённым агентом, который затем сообщил камерунским вооружённым силам о местонахождении трупа. Заместитель командующего Силами обороны Амбазонии Капо Даниэль заявил, что Ликиэйк Оливер был заменён более молодым и энергичным лидером в командовании ополчением «Красный дракон», хотя и не назвал имени этого человека. Несмотря на это, «Красный дракон» был значительно ослаблен смертью Ликиэйка Оливера, и сепаратистские рейды в Лебьялеме стали происходить значительно реже.
Несмотря на то, что считалось, что «Красный дракон» всё ещё был активен в Камеруне по состоянию на начало 2023 года,, как сообщается, они были полностью вытеснены из Лебьялема к сентябрю того же года. На их месте появилась новая местная повстанческая группа «Команда Ретина» под руководством генерала Массакр. В октябре 2023 года «Красный дракон» принял участие в «Конференции народов Южного Камеруна» в Торонто (Канада).